# Lea Sirk
Lea Sirk (Kopar, 1. septembar 1989) slovenačka je pop pevačica.

## Karijera
Muzičko obrazovanje započela je sa pet godina u Kopru. Između 2001. i 2007. Lea je učestvovala na brojnim domaćim i međunarodnim takmičenjima, gde je završavala sa dobrim plasmanima. Lea je završila srednju školu dok je studirala flautu.
Lea je studirala na Konzervatorijumu u Ženevi. Završila osnovne studije rano i sa počastima. Završila je master studije sa odličnim uspehom dve godine kasnije i postala je magistar umetnosti u specijalizovanom muzičkom performansu. Godine 2005. Lea je dobila nagradu za najperspektivniju mladu pevačicu na Međunarodnom muzičkom takmičenju u Kelnu.
Počela je da učestvuje na raznim festivalima, kao i na takmičenju EMA, slovenačkom nacionalnom izboru za Pesmu Evrovizije. Imala je važnu ulogu u emisiji "Znan Obraz ima svoj glas" (slovenačka verzija Tvoje lice zvuči poznato) u kojoj se Lea transformisala u poznate svjetske izvođače, uključujući i pobjednika Pesme Evrovizije 2017, Salvadora Sobrala.
Lea je takođe studijski muzičar i aranžer muzike i nastupala je na brojnim velikim pozornicama.

## Pesma Evrovizije
Kao prateći vokal, Lea je nastupala na Pesmi Evrovizije 2014. godine u Kopenhagenu sa Tinkarom Kovač. Kao solista je predstavljala Sloveniju na Pesmi Evrovizije 2018. godine u Lisabonu sa pesmom "Hvala, ne". Pesmu "Hvala, ne" je napisala sa Tomijem Deklerkuom. Prošla je u finale, u kojem je bila dvadeset druga sa 64 osvojena boda.

## Lični život
Lea je majka dviju devojčica, te svoju solo pjevačku karijeru gradi paralelno sa svojim drugim odgovornostima.